# Sommaren med Monika (roman)
Sommaren med Monika är en roman av Per Anders Fogelström som utkom 1951. Den utspelar sig i Stockholms innerstad och skärgård.
Boken skrevs som en novell, men i samband med Ingmar Bergmans filmatisering av novellen, så utvecklade Fogelström den till en roman. Filmen hade premiär 1953 under samma titel som boken, Sommaren med Monika.

## Romanfigurerna
- Monika Eriksson
- Ludde Eriksson – Monikas pappa
- Harry Lund
- Beata – Harrys faster
- Fru Bohman – ägare av caffé Tolvan